# Agrupació Sardanista l'Ideal d'en Clavé de les Roquetes
L'Agrupació Sardanista l'Ideal de Clavé de les Roquetes és una entitat cultural fundada l'any 1960 que es dedica, des del barri de Roquetes de Barcelona, a ensenyar i difondre la sardana i a promoure la dansa i la música tradicionals. Organitzadora del conegut aplec anual al parc de la Guineueta, també destaca la seva tasca de formació de monitors en l'àmbit sardanístic i el foment d'activitats culturals catalanes, especialment al districte barceloní de Nou Barris.
El seu president és Ramon Rodon i Pi. Publica la revista La Rotllana i organitza aplecs al parc de la Guineueta el mes d'octubre. El 1999 va rebre la Medalla d'Honor de Barcelona.
El 2015 aquesta entitat va rebre la Creu de Sant Jordi.